# Parafilia (filogenesi)

Esempio di rapporto parafiletico (considerando come gruppo l'insieme dei cladi C, D, E)

Nella filogenesi, si dice parafilia la caratteristica per cui un insieme include solo alcune delle specie derivate da un progenitore comune appartenente al gruppo, escludendo dunque una parte dei discendenti.  Un tale raggruppamento è detto parafiletico. Per esempio, nel grafico a fianco possiamo considerare come parafiletico il gruppo costituito dalle ramificazioni C, D ed E (tutti discendenti da A) ed escludente la ramificazione B (anch'essa discendente da A).

## Esempi

Il gruppo parafiletico dei rettili evidenziato in verde. Comprende infatti l'antenato comune e una parte dei suoi discendenti, ma altri discendenti (uccelli e mammiferi) ne sono esclusi

Esempi sono il gruppo dei protisti, oppure diversi raggruppamenti intesi in senso classico come dinosauri rispetto agli uccelli. Situazione appunto simile a quella degli agnati, costituiti dai due gruppi principali delle lamprede e delle missine, alla quale succede poi l'evoluzione degli gnatostomi. Altri esempi sono il gruppo dei sarcopterigi, che se considerato in senso cladistico, quindi monofiletico, comprende anche tutti i tetrapodi non inclusi, mentre se inteso in senso classico si limita ai soli dipnoi, e altri pochi gruppi come i celacantomorfi o gli osteolepimorfi.
I metodi sperimentali individuare i rapporti filogenetici tra i vari cladi, nonché individuare i rapporti di ingroup e di outgroup, ossia le varie condizioni di parafilia, sono approfonditi alla voce filogenesi. La caratterizzazione tassonomica di molti gruppi, per cui si dava per scontata la monofilia, sta infatti dimostrando nuovi rapporti grazie alle nuove metodologie di filogenesi molecolare, informatica e recupero del DNA antico.